# Robert Friedrich Wilhelm Mertens
Pour les articles homonymes, voir Mertens.
 (février 2019).
Si vous disposez d'ouvrages ou d'articles de référence ou si vous connaissez des sites web de qualité traitant du thème abordé ici, merci de compléter l'article en donnant les références utiles à sa vérifiabilité et en les liant à la section « Notes et références ».
Robert Friedrich Wilhelm Mertens est un zoologiste allemand, né le 1er décembre 1894 à Saint-Pétersbourg et mort le 23 août 1975 à Francfort-sur-le-Main.

## Biographie
Robert Friedrich Wilhelm Mertens est le fils de Robert Mertens, prospère marchand de fourrure, et d’Eugenie née Brunst. Très tôt intéressé par les reptiles, son père l’encourage dans cette voie. Robert Mertens commence ses études au gymnasium de Saint-Pétersbourg mais il doit quitter la Russie à cause des événements révolutionnaires. Il part étudier en Allemagne pour y étudier la médecine et l'histoire naturelle. Il obtient son doctorat de médecine à l’université de Leipzig sous la direction de Carl Chun (1852-1914). Sa thèse est consacrée aux variations géographiques dans le genre Lacerta.
Mertens sert brièvement dans l’armée et devient assistant au Muséum Senckenberg de Francfort-sur-le-Main à partir de 1919. C’est alors Richard Sternfeld (1884-1943) qui a la charge de l’herpétologie, connu pour ses travaux sur la faune africaine et du Pacifique, mais celui-ci est renvoyé en 1920. Il se marie avec Karline Bergmann le 6 juin 1921, union dont il aura une fille.
Les collections herpétologiques du Muséum Senckenberg avaient été, après la mort de Oskar Boettger (1844-1910), laissées dans un quasi-abandon. Mertens les réorganisent complètement et les enrichit considérablement, au point de rivaliser avec les collections des muséums de Londres et de Paris. Outre les amphibiens et les reptiles, il s’occupe des mammifères (de 1919 à 1953), des oiseaux (de 1923 à 1947) et des poissons (de 1920 à 1954). Outre ces nombreuses charges, il dirige la section de zoologie de 1935 à 1955 et dirige le muséum de 1940 à 1960, date de son départ à la retraite. Il est nommé directeur émérite après son départ à la retraite. Parallèlement à ces fonctions, il est instructeur à l’université de Francfort de 1932 à 1939 puis professeur à partir de 1939.
Il a publié plus de 800 ouvrages en systématique et en biogéographie des reptiles et des amphibiens ainsi que treize livres. Il enrichit les collections par un efficace réseau de correspondants. Même durant la Seconde Guerre mondiale, des soldats lui envoient des spécimens du front grâce au réseau postal de l’armée. Pour protéger les collections de la guerre, Mertens les envoie dans différentes villes autour de Francfort. Seul le tiers d’entre elles reste dans l’enceinte du Muséum et celui-ci est gravement endommagé en 1944. Mertens fait de nombreux voyages, le premier l’emmène en 1913 en Tunisie.
Il est mordu à 80 ans par un serpent, un Thelotornis, qu’il conservait chez lui comme animal domestique. Il meurt après dix-huit jours de douleurs.